# Rumour Mill
Rumour Mill è un singolo del gruppo musicale britannico Rudimental, pubblicato il 28 agosto 2015 come quarto estratto dal secondo album in studio We the Generation.

## Descrizione
Quinta traccia di We the Generation, Rumour Mill ha visto la partecipazione del cantautore britannico Will Heard e della cantautrice britannica Anne-Marie.
Inizialmente reso disponibile per l'ascolto dal gruppo attraverso SoundCloud a partire dal 19 giugno 2015, Rumour Mill è stato reso disponibile per il download digitale il giorno seguente all'interno del pre-ordine dell'album e successivamente pubblicato verso la fine di agosto con la presenza di alcuni remix. Il 12 febbraio 2016 il gruppo ha reso disponibile attraverso Beatport una seconda versione digitale costituita da tre remix.

## Video musicale
Il videoclip, diretto dal collettivo I Owe Youth e girato interamente in bianco e nero, è stato pubblicato il 22 giugno 2015 attraverso il canale ufficiale del gruppo e mostra Anne-Marie e Will Heard cantare il brano a bordo di un'autovettura situata in un parcheggio.

## Tracce
CD promozionale (Paesi Bassi)
1. Rumour Mill (feat. Anne-Marie & Will Heard) – 3:54

Download digitale – 1ª versione
1. Rumour Mill (feat. Anne-Marie & Will Heard) (Midas Hutch Remix) – 3:38
2. Rumour Mill (feat. Anne-Marie & Will Heard) (TV Noise Remix) – 3:41
3. Rumour Mill (feat. Anne-Marie & Will Heard) (Kyle Watson Remix) – 6:38
4. Rumour Mill (feat. Anne-Marie & Will Heard) (eSQUIRE Houselife Remix) – 5:30
5. Rumour Mill (feat. Anne-Marie & Will Heard) (Siege Remix) – 5:21

Download digitale – 2ª versione
1. Rumour Mill (feat. Anne-Marie & Will Heard) (Jesse Rose Remix) – 5:33
2. Rumour Mill (feat. Anne-Marie & Will Heard) (Machinedrum Remix) – 4:44
3. Rumour Mill (feat. Anne-Marie & Will Heard) (Scales Remix) – 6:57

## Classifiche
| Classifica (2015)      | Posizione massima |
| ---------------------- | ----------------- |
| Belgio (Fiandre)       | 87                |
| Regno Unito            | 67                |
| Regno Unito (dance)    | 18                |
| Regno Unito (download) | 40                |
| Scozia                 | 28                |